# ベースボールスターズ
ベースボールスターズ (BASEBALL STARS) は、SNKが発売したネオジオの野球ゲームシリーズの総称。略称はベースタ。
本作稼動開始前年の1989年に、ファミリーコンピュータで「ベースボールスター めざせ三冠王」（アメリカ版の名称は「BASEBALL STARS」）が発売されたが内容は異なる。

## タイトル

### ベースボールスターズプロフェッショナル（BASEBALLSTARS PROFESSIONAL）
- 1990年稼動開始。家庭用ゲーム機「ネオジオ」専用ソフトとしては、同年4月26日発売。略称はベースタプロ。
- タイトルロゴは、テレビCMやポスターなどでの表記と、ゲームのOP内での表記とで異なる。
- 2018年5月17日にアケアカNEOGEOの1作品としてPlayStation 4・Xbox One・Nintendo Switchで[1][2]、2019年3月15日にWindows 10で、2023年3月30日にiOS・Androidで[3][4]配信開始。また、2024年12月12日発売のNintendo Switch用パッケージソフト『アケアカNEOGEO セレクション Vol.2』にも本作が収録されている[5]。

### ベースボールスターズ2（BASEBALLSTARS2）
- 1992年稼動開始。家庭用ゲーム機「ネオジオ」専用ソフトとしては、同年4月24日発売。
- タイトルロゴは、強調した「2」のバックに、初代の「ベースボールスターズプロフェッショナル」のテレビCMやポスターなどでの表記の「BASEBALLSTARS」の部分を入れたもの。
- 2007年11月13日にWiiのバーチャルコンソールでも発売された。
- 2019年3月21日にアケアカNEOGEOの1作品としてXbox OneとNintendo Switchで、同年3月22日にPlayStation 4で[6][7]、2019年12月20日にWindows 10で、2023年9月28日にiOS・Androidで[8][9]それぞれ配信開始。また、2025年4月10日発売のNintendo Switch用パッケージソフト『アケアカNEOGEO セレクション Vol.3』にも本作が収録されている[10]。

## 登場球団

### ベースボールスターズプロフェッショナル

#### アメリカン・ドリームス
アメリカの有名人チーム。メジャーリーグの名選手が元ネタとなっている。バランスの取れた能力を持つ選手が多い。
〈出場選手〉1番・ピート、2番・ベーブ、3番・ジョー、4番・ハンク、5番・レフティー、6番・ウィリー、7番・ジェイ、8番・ジャック、9番（先発投手）・サンディー、控え投手・サイ、控え投手・デニー、控え投手・ディジー、控え野手・ルー、控え野手・ポール、控え野手・ビリー、控え野手・エディー。

#### ジャパン・ロビンス
日本人で構成されたチーム。日本を象徴する名物や、かつてプロ野球で活躍した選手（変名あり）が元ネタとなっている。先述のチームとは違い、一芸に秀でた選手が多い。
〈出場選手〉1番・とよた、2番・しのだ、3番・ほんだ、4番・かげむら、5番・ごうだ、6番・ところ、7番・てんぷら、8番・もり、9番（先発投手）・さわむら、控え投手・ふじ、控え投手・おおまが、控え投手・たけや、控え野手・かみかぜ、控え野手・おう、控え野手・ながしま、控え野手・すずき。

#### サムライ・ウォーリアーズ
武将や武士のチーム。打撃面や投手の変化球能力は高いが、反面走力が総じて低い。選手データ時のグラフィックではちょんまげを結った選手が多い。全員が架空選手。
〈出場選手〉1番・トーマス、2番・カルヴィン、3番・グローバー、4番・ビリー、5番・べんじ、6番・エイブ、7番・ジョージ、8番・ウェンデル、9番（先発投手）・ロジャー、控え投手・ジョン、控え投手・ジョーンズ、控え投手・ナットハン、控え野手・ザック、控え野手・オーソン、控え野手・アンドリュー、控え野手・チャック。

#### ニンジャ・ブラックソックス
忍者のチーム。パンチ力に欠けるが、全般に走力の高い選手が多い。また左打者・左投手も多い。選手データ時のグラフィックは全員忍者装束を身にまとう。
〈出場選手〉1番・こうぞう、2番・くのいち、3番・やしち、4番・はんぞう、5番・いぬまる、6番・ごえもん、7番・ぼんてん、8番・こたろう、9番（先発投手）・さすけ、控え投手・さいぞう、控え投手・はち、控え投手・いが、控え野手・じっぽう、控え野手・さんだ、控え野手・はやぶさ、控え野手・おぼろ。

#### ワールド・パワーズ
世界の軍人チーム。長打力が売り。
〈出場選手〉1番・ウィルバー、2番・オービル、3番・ハルク、4番・そうそうさま、5番・ソックス、6番・ブルータス、7番・ヘンリー、8番・シーザー、9番（先発投手）・ワトソン、控え投手・ホーナス、控え投手・ロバート、控え投手・クリント、控え野手・プラトー、控え野手・ネルソン、控え野手・じんぎすかん、控え野手・アルバート。

#### ヨウカイ・モンスターズ
妖怪チーム。能力が極端な選手が多い（例．長打力が10点満点に対し、守備力がゼロ）。選手データ時のグラフィックは妖怪に似せた物になっている。また、名前も妖怪やモンスターの名前が使われている。
〈出場選手〉1番・ゾンビ、2番・ミイラ、3番・ダミアン、4番・エリク、5番・ゴーレム、6番・ぬりかべ、7番・エイリアン、8番・ねずみこぞう、9番（先発投手）・サイクロプス、控え投手・レニー、控え投手・メドゥーサ、控え投手・ジェキイル、控え野手・ボリス、控え野手・ラーチ、控え野手・ハッカー、控え野手・クリッピー。

#### ファンタジー・ヒロインズ (FH)
アニメの女性キャラクターチーム。長打力が低め。
〈出場選手〉1番・ジーナ、2番・リンダ、3番・シェリル、4番・クリス、5番・ダニア、6番・しずか、7番・タミー、8番・はにい、9番（先発投手）・らむ、控え投手・ちえ、控え投手・グレース、控え投手・ジョアンナ、控え野手・たかこ、控え野手・はなざわ、控え野手・ジョスリン、控え野手・カレン。

#### エスエヌケイ・バタリアンズ
SNK版ナムコスターズ｡あてな・しいけんす・らるふ・くらーく・しど等がいる。マスコットはサイコソルジャー時のセーラー服を着たアテナ。るしゃななど一部キャラクターの選手データ時のグラフィックは何故かとんねるずのみなさんのおかげですのコントに登場するキャラクター風になっている。全般に能力が低く、出場チーム中最弱。

#### ハリウッド・スーパースターズ
映画の主人公・登場人物で構成されたチーム。選手データ時のグラフィックを含め、個性が反映されたデータである。
〈出場選手〉1番・ロッキー、2番・ランボー、3番・バットマン、4番・ボンド、5番・ターザン、6番・リプリー、7番・シェーン、8番・ドラゴン、9番（先発投手）・インディー、控え投手・マッドマックス、控え投手・スポック、控え投手・フレディ、控え野手・ベイダー、控え野手・ジェイソン、控え野手・アクセル、控え野手・ゴジラ。

#### バトル・ナイツ
西洋の騎士のチーム。選手データ時のグラフィックは全員鎧を付けている。全体的に走力が低め。アーサー王物語（特に円卓の騎士）からの選抜選手が多い。
〈出場選手〉1番・ゴーウィン、2番・パーシヴァル、3番・マーリン、4番・サー・ジョン、5番・リチャード、6番・ルフス、7番・レジナルド、8番・バルドル、9番（先発投手）・アーサー、控え投手・ランスロット、控え投手・ヘンリー、控え投手・ゲルハルト、控え野手・マルウィン、控え野手・ガウェイン、控え野手・リトー、控え野手・アルテミス。

#### シャドウ・デモンズ
悪魔のチーム。選手データ時のグラフィックは、全員おしろいを顔に塗っている。
〈出場選手〉1番・ゴス、2番・カントレ、3番・ベルゼブブ、4番・グウィドルル、5番・レドゥフン、6番・ライトナー、7番・セプトレ、8番・ガリア、9番（先発投手）・ルシファー、控え投手・ベヒモス、控え投手・アンヌヴン、控え投手・ボール、控え野手・アミン、控え野手・アドルフ、控え野手・マエルヴン、控え野手・ベクスナー。

#### ホワイツ・シャインズ
天使のチーム。選手データ時のグラフィックは、全員金髪である。幸運の値が総じて高い。また10点満点のパラメータを持つ選手も多く、強豪。ギリシア神話やローマ神話由来の選手が多い。また星座の名前になっている選手も目立つ。
〈出場選手〉1番・アテナ、2番・タウルス、3番・タイタス、4番・ガブリエル、5番・オリオン、6番・スコーピオ、7番・ダイアナ、8番・ジェミニ、9番（先発投手）・ミカエル、控え投手・ゼウス、控え投手・アポロ、控え投手・アリエス、控え野手・レオ、控え野手・キャンサー、控え野手・ネクサス、控え野手・ピーシーズ。

#### スペース・プラネッツ
星の名前のチーム。選手データ時のグラフィックでは、全員サングラスをかけている。俊足揃いのチームである。
〈出場選手〉1番・ジュピター、2番・サターン、3番・ウラヌス、4番・プルトー、5番・ネプチューン、6番・ガニメデ、7番・イオ、8番・トリトン、9番（先発投手）・アース、控え投手・マーキュリー、控え投手・ビーナス、控え投手・マーズ、控え野手・タイタン、控え野手・アルタイル、控え野手・フォボス、控え野手・エウロパ。

#### マイティ・アストロボーイズ (MA)
アニメ主人公チーム。エースで4番のヒュウマ以外をはじめ、アタル、アムロ、アトム、ゴクウ、ヤブキ、ブラック、テツロウ、コダイ、コナン、カブト、ベム、ルパン、ハーロック、ケンシロウなどがいる。選手データ時のグラフィックは全員眼鏡をつけている。

#### フラワー・エンジェルス
花の名前を持つ女性チーム。
〈出場選手〉1番・チェリー、2番・ディル、3番・ラン、4番・バラ、5番・チューリップ、6番・リンゴ、7番・ポピー、8番・ライ、9番（先発投手）・アヤメ、控え投手・キク、控え投手・ユリ、控え投手・ジャスミン、控え野手・オレンジ、控え野手・ペチュニア、控え野手・マリーゴールド、控え野手・スイートピー。

#### テンサイ・ブレインズ
科学者や芸術家などの偉人チーム。
〈出場選手〉1番・フランクリン、2番・ワット、3番・ノーベル、4番・ガリレオ、5番・アインシュタイン、6番・パスツール、7番・メンデル、8番・ダーウィン、9番（先発投手）・エジソン、控え投手・のぐち、控え投手・ダヴィンチ、控え投手・ライト、控え野手・フルトン、控え野手・ヒューズ、控え野手・モールス、控え野手・ピカソ。

## 評価
『ベースボールスターズプロフェッショナル』はネオジオフリークが1997年に同誌で行ったネオジオゲームツインレビューでは4、1の5点。4点をつけたレビュアーは魔球の存在や女子チームがいるなどお遊びがあり、1人プレイではシンプル過ぎる気もするが対戦はそこそこ楽しめるはずとし、1点をつけた者はビジュアルがアメコミ調でよくわからないチーム名がセールスポイントだが単にタイミングを合わせて打つだけで本塁打が出るのも運だとした。ネオジオCD版はファミコン通信クロスレビューでは21/40点。